# Irina Jagmina
Irina Arsienjewna Jagmina, ros. Ирина Арсеньевна Ягмина (ur. około 1898 roku, zm. w 1997 roku w USA) – rosyjska działaczka społeczno-kulturalna w II Rzeczypospolitej, pedagog, poetka, staroobrzędowiec.
Urodziła się pod nazwiskiem Pimonowa. Mieszkała w Wilnie, które w 1920 roku znalazło się na polskim terytorium państwowym. Od 1929 roku stała na czele Oddziału Szkolnego Damskiego Stowarzyszenia Charytatywnego przy wileńskiej gminie staroobrzędowców. W latach 30. uczyła kilku przedmiotów na kursach pedagogicznych dla staroobrzędowców. Jednocześnie pełniła funkcję kuratora wileńskiej szkoły dla staroobrzędowców i religijno-pedagogicznego kręgu młodzieży staroobrzędowej przy wileńskiej gminie staroobrzędowców. Była inicjatorem zapoczątkowania chrześcijańskich kursów wieczorowych w gmachu szkoły dla staroobrzędowców. W latach 1931–1933 w piśmie „Wiestnik Wysszego Staroobriadczeskogo Sowieta w Polsze” opublikowano jej wiersze o charakterze religijnym. Po okupacji Litwy przez Armię Czerwoną latem 1940 roku, wyjechała do USA, gdzie wyszedł zbiór jej kolejnych wierszy.